# 久保海晴
久保海晴（くぼ みはる、1992年12月1日 - ）は日本の元子役である。ジョビイキッズ所属。

## 主な出演作

### テレビ
- 『LOVE&GO!』（関西テレビ）ケンタ（幼少）役
- テレビ朝日スペシャルドラマ『弟 (テレビドラマ)』（2004年、テレビ朝日）石原慎太郎（少年時代）役
- 『ディズニータイム』レギュラー
- 『ティンティンTV』

### 映画
- 『精霊流し』(2003年)- 櫻井雅彦役
- 『天国の本屋〜恋火 (2004年) - 町山健太 役
- 『深呼吸の必要』(2004年) - 山根修一 役

### CM
- 「ケンタッキーフライドチキン・サーファー編」
- 「江崎グリコ・プッチンプリン」